# 2306 Бошінґер
2306 Бошінґер (2306 Bauschinger) — астероїд головного поясу, відкритий 15 серпня 1939 року.
Тіссеранів параметр щодо Юпітера — 3,347.